# Oblouková pec

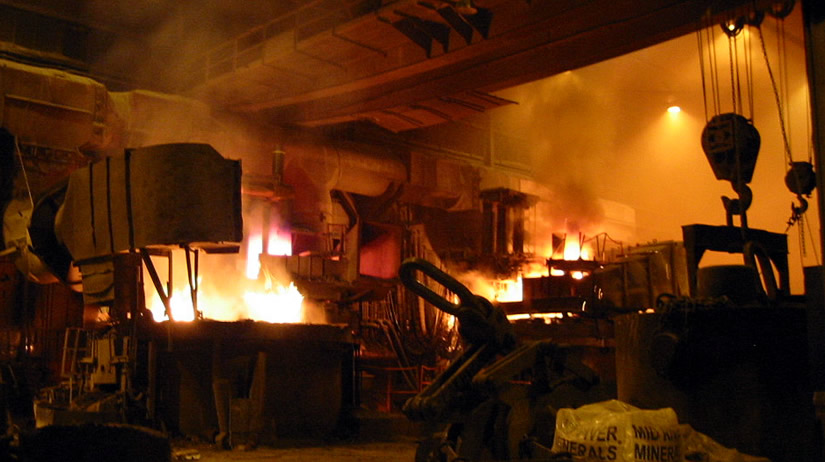
Ocelárna se dvěma obloukovými pecemi

Oblouková pec (též elektrická oblouková pec) je pec vyhřívaná elektrickým obloukem.
Velikost obloukových pecí se pohybuje od malých o kapacitě cca 1 tuna (používaných ve slévárnách pro výrobu litinových výrobků) po velké s kapacitou cca 400 tun pro výrobu oceli ze surového železa. Obloukové pece se používají také ve výzkumných laboratořích a ve stomatologii – tyto pece mívají kapacitu jen v desítkách gramů. Teploty v obloukových pecích mohou být až 1800 °C.
Obloukové pece se liší od indukčních pecí tím, že elektrický proud prochází přímo ohřívaným materiálem a na něm se tvoří elektrický oblouk, který ho ohřívá, kdežto v indukčních pecích je materiál ohříván sekundárním indukovaným proudem.
Kvůli rovnoměrnému zatížení napájecí soustavy resp. elektrorozvodné sítě bývají velké obloukové pece konstruovány vždy jako třífázové, elektrický oblouk je veden ze všech tří fází najednou. Při výrobě oceli se jedná o jeden z největších elektrických spotřebičů vůbec.